# Anton Josipović
Anton Josipović, född den 22 oktober 1961 i Banja Luka, dåvarande Jugoslavien, är en jugoslavisk boxare som tog OS-brons i lätt tungviktsboxning 1984 i Los Angeles. I finalen besegrade han Kevin Barry från Nya Zeeland. 